# Nicolas von Popplau
Nicolas von Popplau (znane są też zapisy: Poppelau, w literaturze polskiej także jako Mikołaj von Popplau) (ur. ok. 1443 r. we Wrocławiu, zm. w czerwcu 1490) – niemiecki dyplomata, podróżnik i pisarz.
Urodził się w rodzinie kupieckiej. Po 1455 r. studiował na lipskim uniwersytecie. Uczestniczył po stronie katolickiej w wojnie z siłami Jerzego z Podiebradów, zajmował się też handlem. Co najmniej od 1480 r. służył przy dworze cesarza Fryderyka III i został uszlachcony. Na zlecenie cesarza, jako jego wysłannik udał się w roku 1483 w podróż do głównych ówczesnych potęg Europy Zachodniej - Francji, Anglii, Hiszpanii i Portugalii, kończąc ją w 1486. Później cesarz skierował go do Wielkiego Księstwa Moskiewskiego z misją m.in. rozpoznania możliwości sojuszu habsbursko-moskiewskiego przeciwko Jagiellonom. Pierwszą misję na dwór moskiewski odbył w 1486, podróżując przez Polskę, a drugą w 1488 drogą przez Danię i Szwecję. W 1489 przekazał wielkiemu księciu Iwanowi III propozycję od cesarza Fryderyka nadania Iwanowi tytułu królewskiego. Propozycja została odrzucona. Okoliczności i miejsce śmierci von Popplau nie są znane.  
Pozostawił szczegółową relację ze swej podróży po Europie Zachodniej, zawierającą wiele informacji nie tylko politycznych, ale i dotyczących życia codziennego społeczeństw odwiedzanych krajów. Jest ona uważana przez historyków za cenne źródło informacji o społeczeństwach zachodnioeuropejskich późnego średniowiecza i bywa podstawą współczesnych publikacji naukowych. Relacja Popplau została przetłumaczona na język polski i opublikowana w 1996 r. pt. "Opisanie podróży Mikołaja von Popplau rycerza rodem z Wrocławia" (wyd. Trans-Krak, Kraków). 